# Anne de Cleves
Anne de Cleves (n. 22 septembrie 1515, Düsseldorf, Sfântul Imperiu Roman – d. 16 iulie 1557, Londra, Regatul Angliei) s-a născut la 22 septembrie 1515 într-un stătuleț din nordul Germaniei, numit Cleves, 
Format:Date personale
Format:Născut
[[{{{3}}} ]] 16 iulie 1557 
[[Categorie:Decese pe {{{3}}} ]]
Format:Soț
Format:Frați/surori

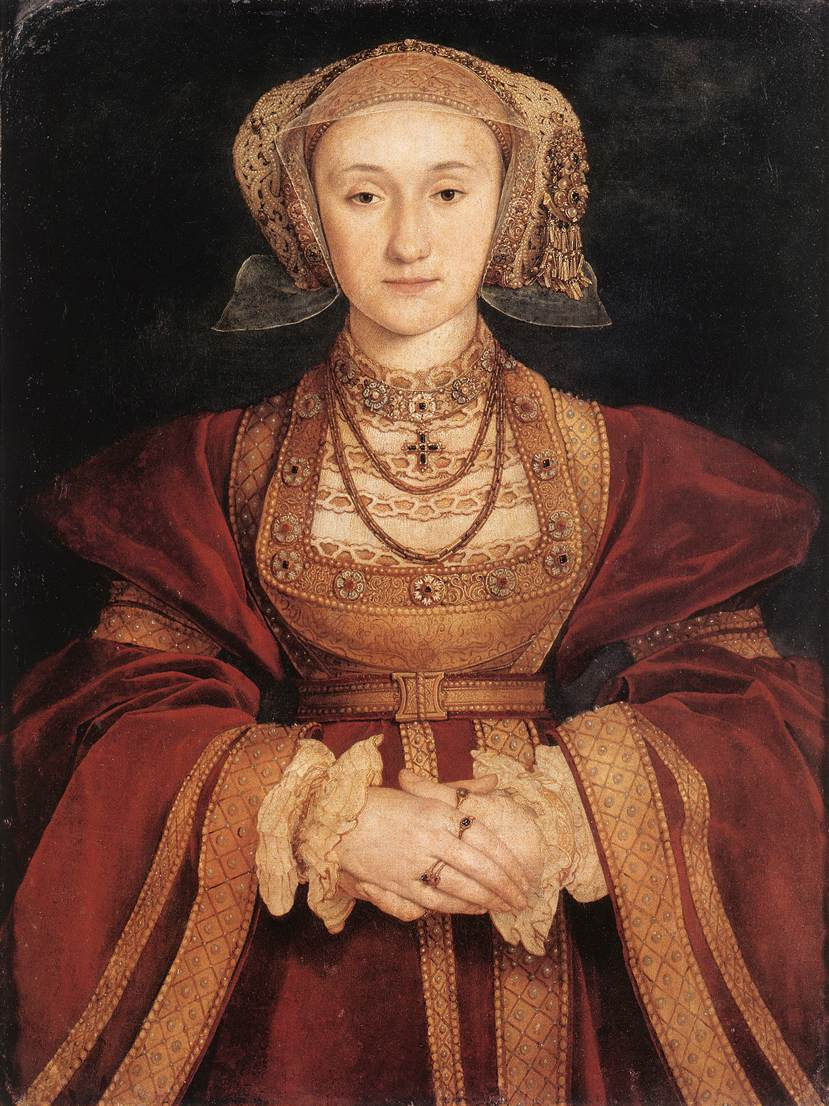
Date personale

condus de fratele ei, Wiliam III Herzog von Jülich-Cleves-Berg, care a considerat că o căsătorie a surorii sale cu regele Henric al VIII-lea al Angliei i-ar întări statutul.

După aranjarea căsătoriei, Anne de Cleves a plecat în Anglia, unde Henric a constatat că este urâtă "ca o iapă belgiană" și că nu se pot înțelege, pentru că el nu vorbea germana iar ea nu vorbea engleza. Prima lui reacție a fost să nu se căsătorească, dar i-a fost imposibil să încalce tratatul de căsătorie semnat anterior. În ciuda protestelor lui Henric, căsătoria a avut loc pe 6 ianuarie 1540, astfel Anne de Cleves devenind a patra sa soție, urmându-i lui Jane Seymour.
 
Văzând că nu este dorită, a fost de acord cu propunerea de divorț, care s-a pronunțat în iulie 1540.
În felul acesta, Henric a fost liber să se căsătorească cu a cincea sa soție, Catherine Howard.
1. 1 2 3 4  Kindred Britain
2. 1 2  The Peerage
3. ↑  Enciclopedia Universală Britanica. Litera. 2010. p. 163.